# Лагутін Павло Іванович
Павло Іванович Лагутін (1901, село Криничне (Колодязне), тепер Розсошанського району Воронезької області, Російська Федерація — ?) — молдавський радянський діяч, 1-й секретар Дубоссарського районного комітету КП(б) Молдавії. Член ЦК КП(б) Молдавії в 1941—1949 роках. Депутат Верховної Ради Молдавської РСР 1-го скликання.

## Біографія
Народився в родині робітників.
У 1920—1924 роках — у Червоній армії.
Після демобілізації до 1930 року працював на заводі міста Лубни на Полтавщині.
Член ВКП(б) з 1926 року.
У 1932—1936 роках — на партійній та господарській роботі.
У 1936—1938 роках — слухач Комуністичної сільськогосподарської школи та Комуністичного університету в місті Харкові.
З 1938 року — заступник директора Рибницької машинно-тракторної станції (МТС).
Потім працював секретарем Рибницького районного комітету КП(б) Молдавії.
У 1940 — липні 1941 року — 1-й секретар Дубоссарського районного комітету КП(б) Молдавії.
Подальша доля невідома.

## Звання
- політрук